# NGC 7121
NGC 7121 (другие обозначения — PGC 67287, MCG -1-55-8, IRAS21422-0351) — галактика в созвездии Водолей.
Этот объект входит в число перечисленных в оригинальной редакции «Нового общего каталога».